# 濱大戟
濱大戟（学名：Chamaesyce atoto）为大戟科地錦草屬下的一个种。

## 扩展阅读
- 維基物種上的相關：濱大戟